# Tom Bridger
Thomas C. Bridger, detto Tom o anche Tommy (Woolmer Green, 24 giugno 1934 – Logie Coldstone, 30 luglio 1991), è stato un pilota automobilistico britannico.

## Carriera
Partecipò al solo Gran Premio del Marocco 1958 pilotando una Cooper privata di categoria Formula 2.
Iniziò a correre in Formula 3 a metà degli anni cinquanta, prima di passare in Formula 2 nel 1958. Nello stesso anno prese parte al Gran Premio del Marocco, ritirandosi per incidente al trentesimo giro.
Tornò in Formula 3 nel 1959 e corse nella Formula Junior nel 1960.

## Risultati in Formula 1
| 1958 | Scuderia | Vettura  |  |  |  |  |  |  |  |  |  |  |     | Punti | Pos. |
| ---- | -------- | -------- |  |  |  |  |  |  |  |  |  |  | --- | ----- | ---- |
| 1958 | BRP      | T45 (F2) |  |  |  |  |  |  |  |  |  |  | Rit | 0     |      |

| Legenda | 1º posto     | 2º posto | 3º posto    | A punti         | Senza punti/Non class.  | Grassetto – Pole position Corsivo – Giro più veloce |
| Legenda | Squalificato | Ritirato | Non partito | Non qualificato | Solo prove/Terzo pilota | Grassetto – Pole position Corsivo – Giro più veloce |